# Калиновка (Кувандицький міський округ)
Кали́новка (рос. Калиновка) — присілок у складі Кувандицького міського округу Оренбурзької області, Росія.

## Населення
Населення — 4 особи (2010; 8 у 2002).
Національний склад (станом на 2002 рік):
- росіяни — 87 %